# Бабино (Глазовский район)
 Бабино  — деревня в Глазовском районе Удмуртии в составе сельского поселения Гулёковское.

## География
Находится на расстоянии менее 22 км на юг-юго-запад по прямой от центра района города Глазов.

## История
Известна с 1802 года как починок Баби с 2 дворами крещёных удмуртов. В 1873 году здесь (починок Бабинской или Баби) дворов 20 и жителей 216, в 1905 (деревня Бобинской или Боби) 45 и 398, в 1924 (Бабино) 66 и 438 (почти все удмурты). Работали колхозы «Бабино», им. Кагановича.

## Население
Постоянное население составляло 63 человек (удмурты 95 %) в 2002 году, 60 в 2012.